# Hôpital de las Cinco Llagas
L'Hôpital des Cinq-Plaies (en espagnol, Hospital de las Cinco Llagas ou Hospital de la Sangre) est un ancien hospice édifié au XVIe siècle à Séville, en Andalousie. Le bâtiment fut bâti en style Renaissance dès 1546 afin d’héberger une institution de charité fondée en 1500 par Catalina de Ribera. Son nom fait référence aux cinq plaies (cinco llagas) que reçut le Christ lors de la Passion.
Considéré comme une des plus grandes réussites de l'art de la Renaissance en Andalousie, ce gigantesque bâtiment, typique de l’architecture hospitalière de l’époque, fut classé Bien d'intérêt culturel en 1931[réf. nécessaire]. 
Après avoir cessé ses activités hospitalières en 1972, il est devenu, en 1992, le siège du Parlement d'Andalousie.

## Histoire

### Contexte
Avec la découverte du Nouveau Monde par la Couronne d'Espagne, Séville devient un lieu incontournable dans les relations entre la métropole et ses possessions américaines. En 1503, les Rois catholiques y implantent la Casa de Contratación, organisme chargé de réguler les échanges avec les colonies. La présence de cette institution, couplée au monopole détenu par le port de Séville pour le commerce entre Espagne et Nouveau monde, entraîne une expansion économique considérable d'une cité déjà favorisée par la monarchie depuis la reconquête en 1248.
La noblesse locale s'enrichit et fait bâtir de nombreux palais dès la fin du XVe siècle. Parmi les grandes familles aristocratiques se distingue la famille Enríquez-Ribera. Pedro Enríquez, adelantado mayor d'Andalousie, et sa femme Catalina de Ribera, parviennent à se hisser au plus haut rang de la hiérarchie sociale. Le symbole le plus éclatant de leur condition n'est autre que la fameuse Casa de Pilatos, qu'ils font bâtir à partir des années 1480, et qui sera poursuivie par leur fils Fadrique Enríquez de Ribera. À la mort de son époux en 1492, Catalina de Ribera prend à sa charge la gestion du patrimoine familial et se consacre à des œuvres de bienfaisance.
La vitalité économique de Séville résonne dans toute la péninsule Ibérique et au-delà. Un nombre croissant de sujets se déplace vers Séville, en quête d'une improbable réussite économique et sociale, voire d'un départ pour l'outremer. La population ne cesse de croître. Las, les désillusions sont fréquentes et les immigrés en déshérence s'ajoutent à une population de marginaux déjà importante dans la ville. Les besoins en matière d'attention portée aux plus nécessiteux augmentent. C'est dans ce contexte qu'en 1500 Catalina de Ribera est autorisée par bulle pontificale d'Alexandre VI à fonder une institution de bienfaisance dans l'actuelle Calle Santiago, dont elle s'occupera jusqu'à sa mort en 1505, et qui demeurera une des grandes préoccupations de sa lignée durant les décennies à venir,.

### Construction
Le développement de la fondation est tel que le fils de Catalina et de Pedro Enríquez, Fadrique, décide de fonder un hôpital. Il est alors envisagé de procéder à la construction d'un vaste édifice susceptible d'accueillir la fondation. À sa mort en 1539, Fadrique désigne par testament les prieurs des couvents sévillans de Santa María de las Cuevas, de San Isidoro del Campo et de San Jerónimo de Buenavista comme patrons de la fondation. En 1540, ceux-ci organisent un concours pour la construction de l'hôpital, remporté par Martín de Gaínza, qui dirigera les travaux jusqu'à sa mort en 1556. Les travaux débutent solennellement le 12 mars 1546, soit sept ans après la mort de Fadrique. L'hôpital prend dès le départ son nom actuel, et la population sévillane lui donnera le nom d'Hôpital du Sang (Hospital de la Sangre) . En 1558, les responsables de l'institution désignent Hernán Ruiz II pour la poursuite de la construction. Le célèbre architecte est déjà responsable de nombreux projets, dont celui d'élever le nouveau campanile au sommet de la Giralda. En 1559, l'hôpital est inauguré. Les travaux se poursuivront néanmoins jusqu'à la première moitié du XVIIe siècle, sous l'égide de différents architectes tels que Francisco Sánchez, Juan de Minjares ou Asensio de Maeda.

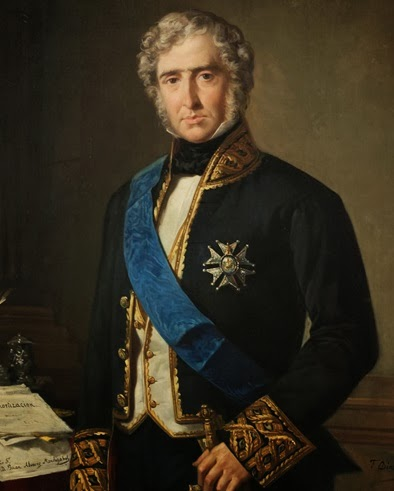
Juan Álvarez Mendizábal.

Au XIXe siècle, la troisième loi de confiscation des biens improductifs de l'Église (Leyes de desamortización), mise en place par Juan Álvarez Mendizábal provoque la nationalisation de l'hôpital, qui devient la propriété de la Diputación provincial de Séville, créée au même moment, et qui assume dès lors les compétences relatives à l'assistance sanitaire.
À compter de cette date, l'hôpital entre dans une lente mais inexorable phase de déclin, alors que l'Espagne vit au rythme instable des alternances de régime, souvent dans la violence. Les ressources financières de l'établissement, entièrement consacrées aux soins, ne permettent pas d'entretenir le bâtiment. En 1972, il est décidé de fermer l'hôpital, dont l'état de délabrement après des siècles d'utilisation est devenu criant. Quelques services demeurent sur place, mais l'essentiel de l'activité est reportée vers de nouveaux centres hospitaliers, plus adaptés à l’exercice moderne de la médecine, tel que l'Hôpital Virgen del Rocío .

### Fonctions hospitalières

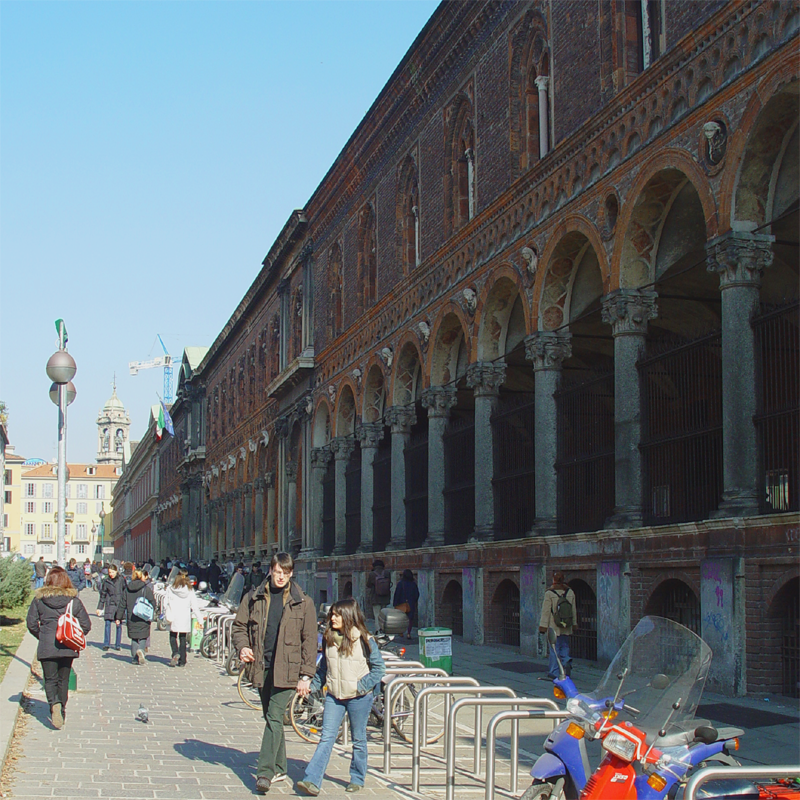
L'ancien Hôpital majeur de Milan.

C'est à la fin du Moyen Âge et au début de la Renaissance que se développent les hôpitaux en Occident . La création de l'Hôpital Majeur de Milan en 1448 par l'archevêque Rampini constitue la première fondation d'un centre hospitalier dotée des meilleures conditions d'accueil et de traitement pour l'époque .
L'Hôpital des Cinq-Plaies de Séville, fondé au milieu du XVIe siècle dépasse en surface et en équipement tous les hôpitaux construits jusqu'alors. Il est doté de conditions sanitaires inédites pour l'époque. Alimenté en eau par un aqueduc, il est pourvu d'égouts, ces systèmes permettant de garantir au mieux la salubrité des installations. Destiné à l'origine aux femmes, il s'ouvre peu à peu aux hommes et reste durant plus de deux cents ans le plus grand hôpital d'Europe . Sa capacité d'accueil atteint le chiffre de 3 000 patients, soignés par les sœurs de l'Ordre de la Charité. Fruit de la volonté d'une œuvre de charité, il se consacre essentiellement à l'assistance, notamment lors des périodes d'inondations ou d'épidémies.

### Le Parlement andalou
En 1982, la Diputación de Séville cède gracieusement ces locaux à la Junta de Andalucía, l'entité chargée du gouvernement de la toute nouvelle communauté autonome d'Andalousie, qui projette dès 1986 d'y installer le Parlement autonome. Les travaux de rénovation et d'adaptation aux nouvelles fonctions du monument commencent en 1987, sous la direction des architectes Pedro Rodríguez y Alfonso Jiménez, et s'achèvent en 1992. Plusieurs patios sont restaurés, tandis que l'église est transformée en salle des séances et l'infirmerie en bibliothèque. Le 28 février de cette année, jour anniversaire de l'accès à l'autonomie par référendum, le Parlement andalou s'installe solennellement en ces lieux, qu'il occupe depuis. À partir de 1996 commence une deuxième phase de restauration, qui se concentre sur la rénovation de plusieurs patios secondaires. Elle permet de mettre au jour des vestiges archéologiques romains du Ier siècle, ainsi que des éléments islamiques. Enfin, une troisième phase de restauration, menée entre 2000 et 2003, a redéfini l'organisation interne du bâtiment, et a entraîné le déménagement vers d'autres lieux de la Cour des Comptes d'Andalousie, installée aux côtés du Parlement depuis 1992. Après ces longs travaux de restauration et de modernisation, l'Hôpital des Cinq-Plaies a retrouvé un nouvel éclat. Le roi Juan Carlos et la reine Sophie en personne ont inauguré le bâtiment rénové le 20 février 2003. Depuis 1992, les séances du Parlement se tiennent en ces lieux, où sont également abrités tous les services parlementaires de la communauté autonome. L'ancien hôpital, dont la silhouette sert de logo au Parlement, est devenu un des symboles de l'autogouvernement andalou.

## Description
L'Hôpital des Cinq-Plaies se présente sous la forme d'un gigantesque volume rectangulaire à deux niveaux, mesurant 173 mètres sur 156. Il demeura jusqu'à l'achèvement du Monastère de l'Escorial en 1584, le plus vaste bâtiment d'Espagne . Bâti hors les murs à l'époque, il se trouve aujourd'hui en lisière nord du centre historique de Séville, face aux murailles almohades ainsi qu'à la Porte et à la Basilique de la Macarena, à l'entrée du quartier du même nom. Les architectes de l'époque ont fait le choix d'un bâtiment construit selon les goûts italianisants de l'époque. L'hôpital est de ce fait un des meilleurs représentants de l'architecture de la Renaissance en Andalousie. L'inspiration maniériste y est patente, et trahit la forte influence de l'Antiquité classique.
Conscients de la nature de la construction, les concepteurs ont imaginé un édifice adapté aux fonctions à remplir, en suivant les modèles architecturaux des hôpitaux de la Renaissance. Leur modèle pourrait avoir été l'Hôpital majeur de Milan, les similitudes étant particulièrement fortes entre les deux constructions. L'organisation générale adopte un plan cruciforme, pourvu de dix patios entourés de galeries, afin de faciliter l'aération des lieux et la pénétration de la lumière. De ces dix cours initiales, seules neuf ont été effectivement achevées, et huit ont été conservées. Ces carences sont à l'origine de l'aspect du plan, imparfaitement rectangulaire. L'angle nord-est du bâtiment est de ce fait inachevé,.

### L'extérieur
La façade principale, au sud face à La Macarena, mesure 173 mètres de long. D'une grande pureté, elle est ornée de tours d'angle à ses deux extrémités. Organisée en deux niveaux, elle est scandée par une succession de pilastres toscans au premier niveau et ioniques au second, qui définissent des travées dans lesquelles s'inscrivent différents éléments décoratifs. Les deux niveaux sont séparés par un entablement, composé d'une architrave et d'une corniche très épurés. Au premier niveau, les murs sont ornés de simples fenestrons surmontés d'un fronton sans-retour triangulaire. Au deuxième niveau, des fenêtres prennent place sur chaque travée. Elles sont encadrées par deux balustres engagés et un fronton triangulaire. L'entablement du toit (à deux versants et couvert de tuiles) est surmonté sur sa presque totalité par une délicate balustrade, et agrémenté de gargouilles au-dessus de chaque pilastre. Cette balustrade s'interrompt au centre de la façade, pour laisser place à deux élégantes lucarnes d'inspiration maniériste, et au portail principal en saillie.

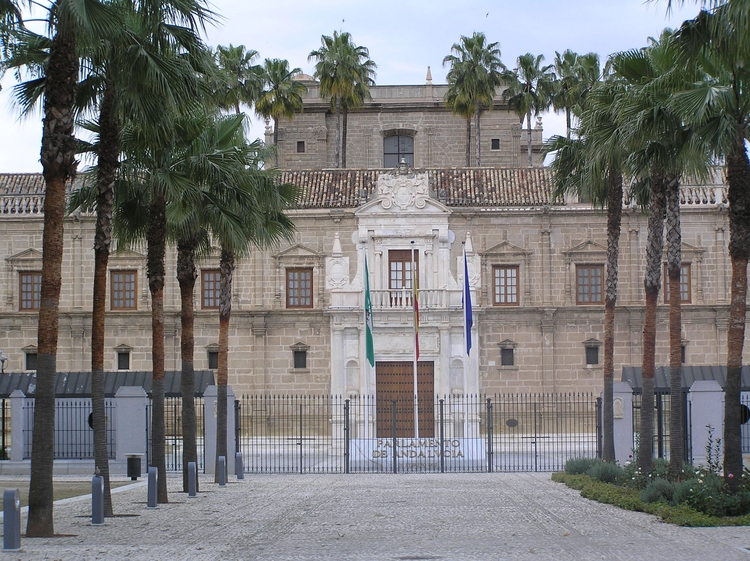
Portail principal de l'Hôpital des Cinq-Plaies.

Le portail, de marbre blanc, se détache comme souvent en Andalousie, sur la pierre plus sombre du reste de la façade. Il fut réalisé par Miguel de Zumárraga, qui l'acheva en 1617. Il se compose de deux niveaux. Au premier niveau s'ouvre une porte donnant accès au bâtiment. Celle-ci est encadrée par deux groupes de deux colonnes doriques, entre lesquelles s'inscrit une niche. Sur ces colonnes prend appui une frise dorique, garnie de métopes et de triglyphes. Le deuxième niveau est organisé autour d’une petite terrasse, ornée d'une balustrade et sur laquelle s'ouvre une porte. Cette dernière est flanquée de deux colonnes ioniques et d'un linteau. Cet ensemble prend place dans un cadre plus vaste, surmonté d'un fronton brisé, aux rampants à volutes. La partie centrale du fronton est occupée par le blason sculpté de l'hôpital, soutenu par deux putti. Sur le blason figurent cinq grappes de raisin représentant les cinq plaies du Christ. Le tout est flanqué de deux pinacles engagés, reposant sur les blasons sculptés des fondateurs de l'hôpital .

## L'intérieur
L'intérieur du bâtiment s'organise autour de huit patios, ornés de fontaines et entourés de galeries donnant accès aux différentes pièces. Les patios situés au sud du bâtiment, contre la façade principale, sont de taille plus réduite. Trois autres patios, situés à l'ouest et au nord, présentent des dimensions plus importantes. Enfin, la cour centrale (Patio del Recibimiento), la plus étendue, accueille en son centre l'église de l'hôpital, dans laquelle est aujourd'hui installée la salle des séances.
L'église est sans doute un des éléments les plus frappants de l'ancien hôpital. Elle se caractérise par une élévation plus marquée que le reste du bâtiment. Exécutée selon un plan en croix latine par Hernán Ruiz II, elle arbore sur sa façade un magnifique portail maniériste, structuré à la manière des arcs de triomphe. Ce portail est structuré en deux niveaux. Le premier niveau est percé d'une porte en plein-cintre. Les écoinçons sont ornés de trois bas-reliefs représentant les trois vertus théologales (foi, espérance, charité), sculptés par Juan Bautista Vázquez el Viejo en 1564. Cette porte est flanquée de quatre colonnes doriques supportant une frise ionique. Le niveau supérieur est organisé autour d'un arc en plein-cintre, entouré de quatre colonnes ioniques, et surmonté d'un fronton triangulaire.
L'intérieur de l’église se caractérise par une grande pureté et de belles proportions. À l'instar du reste de l'édifice, la nef emprunte très nettement au registre maniériste, inspiré de l'Antiquité classique. Elle est formée de quatre travées aboutissant sur un transept à peine saillant. Deux coupoles sur pendentif couvrent chacune des deux travées de la nef. Une troisième coupole recouvre le transept. Les arcs doubleaux retombent sur des colonnes engagées à chapiteaux ioniques, retombant eux-mêmes sur des culs-de-lampe ouvragés. Au premier niveau, des arcatures en plein-cintre soutiennent la galerie du deuxième niveau, ornée d'une balustrade. Au-delà du transept est installé le chœur semi-circulaire, où prend aujourd'hui place le perchoir. Il est agrémenté d'un gigantesque retable, dessiné par Asensio de Maeda, et peints par Alonso Vázquez en 1602. La sacristie occupe l'espace compris entre le chœur et le chevet, plat.